# De Chinese Brug
Stichting De Chinese Brug is een Chinees-Nederlandse welzijnsorganisatie in Den Haag. Zij is op 6 maart 1987 opgericht door Chinese jongeren. Na het aanvankelijke plan om het als studentenvereniging op te zetten, werd het een organisatie die Chinezen in het Stadsgewest Haaglanden beoogt te helpen. In 1989 kreeg de stichting een eigen gebouw dat gesubsidieerd werd door de gemeente Den Haag.
De Chinese Brug heeft met de gemeente Den Haag en de Algemene Woningbouwvereniging een groepswonenproject voor Chinese ouderen opgestart. In 1994 is het complex van 23 huurwoningen en een ontmoetingsruimte opgeleverd. De stichting zelf betrok een pand naast het wooncomplex.